# Debbie Wilcox, Baroness Wilcox of Newport

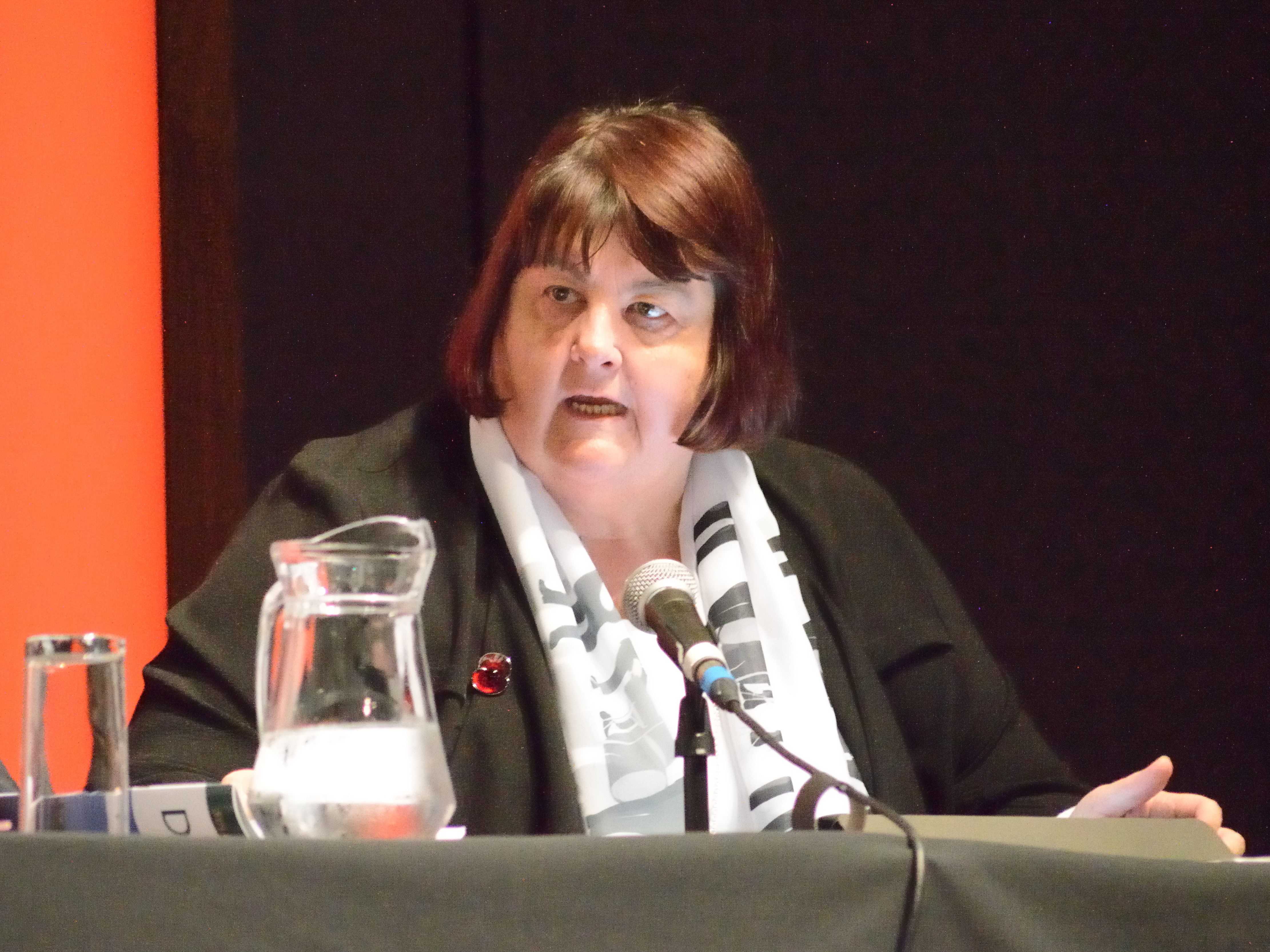
Debbie Wilcox, Baroness Wilcox of Newport, November 2018

Debbie Wilcox, Baroness Wilcox of Newport (* 1957 in Pontypridd, Wales) ist eine britische Lehrerin und Politikerin der Labour Party.

## Leben
Debbie Wilcox besuchte Bed Drama and Education und Royal Central School of Speech and Drama von 1975 bis 1979. Sie studierte Kommunikationswissenschaften an der University of Wales in Cardiff von 1994 bis 1997. An der Hawthorn High School war sie Jahrzehnte als Lehrerin tätig. Wilcox ist seit Mai 2004 Mitglied im Stadtrat von Gaer, Newport. Vom 23. Juni 2017 bis 6. Dezember 2019 war sie Vorsitzende der Welsh Local Government Association. Seit 2019 ist sie Mitglied im House of Lords.